# Rothschildia splendida
Rothschildia splendida är en fjärilsart som beskrevs av Palisot de Beauvois 1805. Rothschildia splendida ingår i släktet Rothschildia och familjen påfågelsspinnare. Inga underarter finns listade.